# Ribellione macedone (1878)
La ribellione macedone del 1878 (in greco Μακεδονική επανάσταση του 1878?, lett. "rivoluzione macedone") fu una ribellione greca a favore dell'unione della Macedonia con il Regno di Grecia e lanciata in opposizione al Trattato di Santo Stefano, secondo il quale la maggior parte della Macedonia sarebbe stata annessa alla Bulgaria. Essa seguì la breve guerra greco-turca del 1878 in cui la Grecia aveva dichiarato guerra il 2 febbraio contro l'Impero ottomano, ma che portò solamente le forze greche a tornare alle loro basi poco dopo aver attraversato il confine a causa dell'intervento delle Grandi Potenze e della firma del Trattato di Santo Stefano.
Altri focolai rivoluzionari nello stesso anno si verificarono accanto alla Macedonia in Epiro, Tessaglia e Creta, nel tentativo di unione con lo stato greco. In Macedonia c'era maggiore disponibilità ed entusiasmo che in Tessaglia. La rivoluzione ebbe due fuochi principali in Macedonia, uno sull'Olimpo e l'altro a Vourinos.

## Eventi
La rivoluzione dell'Olimpo iniziò a Litochoro il 19 febbraio 1878 guidata da Kosmas Doumpiotis estesa alle aree circostanti e repressa nel sangue dagli ottomani, con il suo tragico epilogo nella distruzione di Litochoro il 4 marzo di quell'anno. Alla rivoluzione di Litochoro, che fu precorritrice delle rivolte in tutta la Macedonia, parteciparono corpi di tutte le regioni della Macedonia occidentale e centrale, nonché della Macedonia orientale (principalmente da Meleniko).
La rivolta iniziò sul monte Vourinos guidata da Anastasios Picheon. Il 18 febbraio 1878, i ribelli provenienti da diverse parti della Macedonia occidentale formarono, nell'insediamento di Vourinos, il "Governo provvisorio della provincia macedone di Elimeia" volto all'abolizione del Trattato di San Stefano, e l'Associazione della Macedonia con la Grecia. Nell'estate del 1878, circa 15 000 uomini armati intensificarono una guerriglia nelle montagne della Macedonia occidentale da Kozani a Monastir. I rivoluzionari della Macedonia occidentale non rivecettero l'aiuto dello stato greco.
Nella Macedonia settentrionale, le ribellioni arrivarono fino a Veles, dove il capo Katrakos agì con 50 uomini. Dopo la repressione della rivolta, molti abitanti di Veles furono costretti a ricorrere a Salonicco.  La rivolta terminò nell'inverno dello stesso anno a causa del maltempo e della mancanza di organizzazione.

## Conseguenze
La rivoluzione macedone del 1878 non raggiunse il suo scopo, ma l'opposizione della popolazione greca all'annessione della Macedonia ad una Grande Bulgaria fu documentata a livello internazionale, e si rafforzò anche la posizione diplomatica della Grecia e di quei paesi contrari al Trattato di Santo Stefano. Così al Trattato di Berlino nel giugno 1878, i territori macedoni rimasero ottomani e non furono annessi alla Bulgaria. In risposta a questo sviluppo, la popolazione bulgara della Macedonia insorse in modo simile nell'autunno del 1878 nelle regioni di Kresna e Razlog, ma senza successo.